# إس. جون جاكوب
إس. جون جاكوب (بالإنجليزية: S. John Jacob) هو سياسي هندي، ولد في 19 مايو 1953. حزبياً، نشط في المؤتمر الوطني الهندي.